# Nguyễn Thị Liên Hằng
Nguyễn Thị Liên Hằng (tên tiếng Anh: Lien-Hang T. Nguyen; sinh năm 1974) là một nhà sử học người Mỹ gốc Việt chuyên về đề tài Chiến tranh Lạnh, Chiến tranh Việt Nam và Quan hệ ngoại giao của Hoa Kỳ. Bà từng là phó giáo sư tại Đại học Kentucky, Phó Giáo sư Dorothy Borg về Lịch sử quan hệ Hoa Kỳ và Đông Á, Giám đốc Viện Đông Á Weatherhead và là nhà đồng sáng lập chương trình nghiên cứu Việt Nam tại Đại học Columbia. Tác phẩm Hanoi's War: An International History of the War for Peace in Vietnam của Liên Hằng đã nhận được nhiều giải thưởng từ các tổ chức sử học tại Hoa Kỳ và bà cũng là tổng biên tập loạt sách The Cambridge History of the Vietnam War do Nhà xuất bản Đại học Cambridge phát hành vào năm 2024.

## Tiểu sử và học vấn
Nguyễn Thị Liên Hằng sinh năm 1974 tại Sài Gòn, bà là con út trong một gia đình chín người con có mẹ theo đạo Phật và cha làm việc cho chính quyền Việt Nam Cộng hòa theo đạo Công giáo. Thân tộc của bà bị đặt vào tình thế phải chiến đấu cho các phe đối lập trong thời chiến. Bên nội là những người di cư từ Hải Dương vào Sài Gòn năm 1954 ủng hộ chính quyền miền Nam, trong khi bên ngoại gốc Quảng Bình lại đứng về phía lực lượng cách mạng.
— Liên Hằng kể lại khoảnh khắc gia đình cô trốn thoát khỏi Việt Nam.
Chỉ một ngày trước thời điểm Sài Gòn thất thủ, khi các dấu hiệu cho thấy miền Nam đang trong tình trạng hỗn loạn và lực lượng cộng sản buộc quân đội chính phủ phải rút lui, gia đình Liên Hằng quyết định rời khỏi đất nước lúc bà chỉ mới được năm tháng tuổi. Sau lần trốn thoát đầu tiên bằng trực thăng không thành công, họ may mắn tiếp cận được một chiếc tàu chở dầu thông qua người chú. Cha Liên Hằng gần như bị lạc khi ông quay trở lại thành phố trong một nỗ lực vô ích để tìm thêm người thân. Sau khi băng qua lãnh thổ trong bóng tối do quân đội cộng sản kiểm soát, họ nhận được lệnh phải lên một chiếc sà lan vốn dùng để chở đạn dược đang trôi nổi ngoài khơi chứa hơn 1.000 người tị nạn. Ngày 30 tháng 4, chiếc thuyền bị hỏa lực súng cối bắn vào nhưng không ai bị giết trong cuộc pháo kích, đến tối cùng ngày thì một con tàu của Hoa Kỳ đến để tiếp nhận những người tị nạn, tuy nhiên chiếc sà lan đã bị lật khi hàng trăm người chen chúc về phía đoàn cứu hộ. Liên Hằng và các anh chị em của bà đều lên được con tàu thứ hai, quá cảnh qua các trại ở Guam, Đảo Wake và Hawaii, sau đó là một loạt các căn cứ quân sự trên đất liền Hoa Kỳ. Nhiều tháng sau, gia đình bà cuối cùng định cư tại Philadelphia, Pennsylvania.
Bố mẹ Liên Hằng đã bị ảnh hưởng bởi di chứng chiến tranh sau khi đến Hoa Kỳ, lúc nhỏ bà hay nghe họ lo lắng kể về những người thân còn ở lại quê hương và bị mất liên lạc. Liên Hằng cho biết người Việt sống tại Philadelphia thường bị ghét vì họ khiến dân Mỹ gợi nhớ đến những gì đã mất và bản thân bà cũng hay bị hỏi lý do tại sao Hoa Kỳ lại là bên thua cuộc. Các anh chị trong gia đình sau này đều trở thành luật sư, bác sĩ, kỹ sư nên cha mẹ khuyến khích Liên Hằng theo đuổi nghề nha khoa, tuy nhiên bà đã quyết định lựa chọn con đường học thuật. Khi lên đại học và bậc học cao, Liên Hằng nghiên cứu về Việt Nam trong thời kỳ Chiến tranh Lạnh. Thời gian học tại trường của bà trùng với thời điểm Việt Nam và Hoa Kỳ bắt đầu quá trình bình thường hóa quan hệ vào đầu thập kỷ 90, vấn đề này được bà mô tả là một "sự kết hợp thú vị". Liên Hằng trở về Việt Nam lần đầu tiên vào năm 1994 ở tuổi 19 và bốn năm sau thì ở lại cả năm để tập trung vào công việc nghiên cứu. Bà chính thức tốt nghiệp Cử nhân Lịch sử tại Đại học Pennsylvania trong năm 1996, sau đó lấy bằng Thạc sĩ Nghệ thuật, Thạc sĩ Triết học và đến năm 2008 thì nhận bằng Tiến sĩ Lịch sử tại Đại học Yale – nơi bà theo học với giáo sư đoạt giải Pulitzer chuyên về đề tài Chiến tranh Lạnh John Lewis Gaddis. Ban đầu Liên Hằng quan tâm đến lĩnh vực nội chiến Hoa Kỳ và đã làm việc với nguyên hiệu trưởng trường Đại học Harvard Drew Gilpin Faust khi còn là sinh viên đại học, sau đó Gaddis chấp nhận dạy Liên Hằng tại Yale vì bà có chuyên môn về khu vực học và biết các ngôn ngữ cần thiết để có thể nghiên cứu ở những quốc gia đã từng hoặc đang là cộng sản. Năm 2022, Liên Hằng và hiệu trưởng Faust gặp lại nhau trong một buổi tọa đàm giữa hai người tại Bảo tàng Lịch sử New York để tôn vinh tháng lịch sử phụ nữ.

## Sự nghiệp
Tháng 10 năm 2007, Liên Hằng tham dự một hội thảo về Chiến tranh Việt Nam kéo dài bốn ngày diễn ra tại Đại học Kentucky, bài thuyết trình của bà sau đó đã được chọn để trở thành một chương trong cuốn sách Making Sense Of The Vietnam Wars do Nhà xuất bản Đại học Oxford phát hành. Ba năm sau, Liên Hằng tiếp tục được mời tham gia hội nghị diễn ra ở thủ đô Washington, D.C. do Văn phòng Sử gia của Bộ Ngoại giao Hoa Kỳ tổ chức, bà giữ vai trò là nhà bình luận, phân tích và đối thoại với các nhà sử học Việt Nam về góc nhìn của Hà Nội trong chiến tranh Đông Dương lần thứ hai.
Trong một thập kỷ, Liên Hằng đã thực hiện nhiều cuộc phỏng vấn và nghiên cứu các bộ sưu tập lưu trữ khi bà trở về Việt Nam lúc trưởng thành. Xuyên suốt sáu năm trước thời điểm 2013, tác giả bắt đầu trình bày tài liệu và xuất bản các bài báo về chiến tranh Việt Nam dựa nhiều vào nguồn tài liệu tiếng Việt. Với tác phẩm sử học Hanoi's War: An International History of the War for Peace in Vietnam ra mắt vào năm 2012 nằm trong series "Lịch sử Chiến tranh lạnh mới" do Nhà xuất bản Đại học North Carolina phát hành, Liên Hằng tập trung vào quan điểm của Bắc Việt về cuộc xung đột, đặc biệt là chiến lược thời chiến của nhà lãnh đạo Đảng Lao động Lê Duẩn. Để viết cuốn sách này, bà đã sử dụng các văn khố chưa từng được tiết lộ từ Bộ Ngoại giao Việt Nam và nhiều kho dữ liệu khác trên thế giới. Tuy tài liệu Đảng Lao động vẫn không được công khai, Liên Hằng đã tìm kiếm kho lưu trữ của chính quyền Việt Nam Cộng Hòa cũng như nhiều dữ kiện lịch sử được Hoa Kỳ giải mật. Ngoài ra, bà còn phỏng vấn những nhân vật Việt Nam đã từng tham chiến, trong đó có quan chức nhà nước và không ít người miền Bắc bị thanh trừng trong các cuộc tranh chấp nội bộ Đảng vào thập niên 1960. Liên Hằng cũng chính là học giả đầu tiên trích dẫn bằng chứng từ phía Đảng Cộng sản cho thấy Hà Nội đã cố gắng khai thác phong trào phản chiến ở Mỹ và những người ủng hộ hoạt động này trong Quốc hội Hoa Kỳ.
Hanoi's War đã được sử dụng làm tài liệu tham khảo trong nhiều công trình nghiên cứu về chiến tranh Việt Nam. Nổi bật trong đó là The Road Not Taken: Edward Lansdale and the American Tragedy in Vietnam của tác giả Max Boot – một tác phẩm tiểu sử đã lọt vào vòng chung kết giải Pulitzer năm 2019, và được trích dẫn làm nguồn trong Foreign Relations, 1969–1976, Volume XLII, Vietnam: The Kissinger-Le Duc Tho Negotiations – một ấn phẩm nằm trong series Quan hệ đối ngoại do Văn phòng Sử gia của Bộ Ngoại giao Hoa Kỳ xuất bản. Hanoi's War đã nhận được giải Stuart L. Bernath của Hiệp hội Sử gia Quan hệ Đối ngoại Hoa Kỳ (SHAFR), giải Edward M. Coffman do Hiệp hội Lịch sử Quân sự (SMH) trao tặng, giải Alice S. Hallam đến từ Khoa Lịch sử Đại học Kentucky và lọt vào vòng chung kết giải thưởng sách đầu tay của Hội nghị Nữ sử gia Berkshire. Bản thân Liên Hằng cũng được mời tham dự Lễ hội Sách Quốc gia năm 2012 do Thư viện Quốc hội Hoa Kỳ tổ chức.

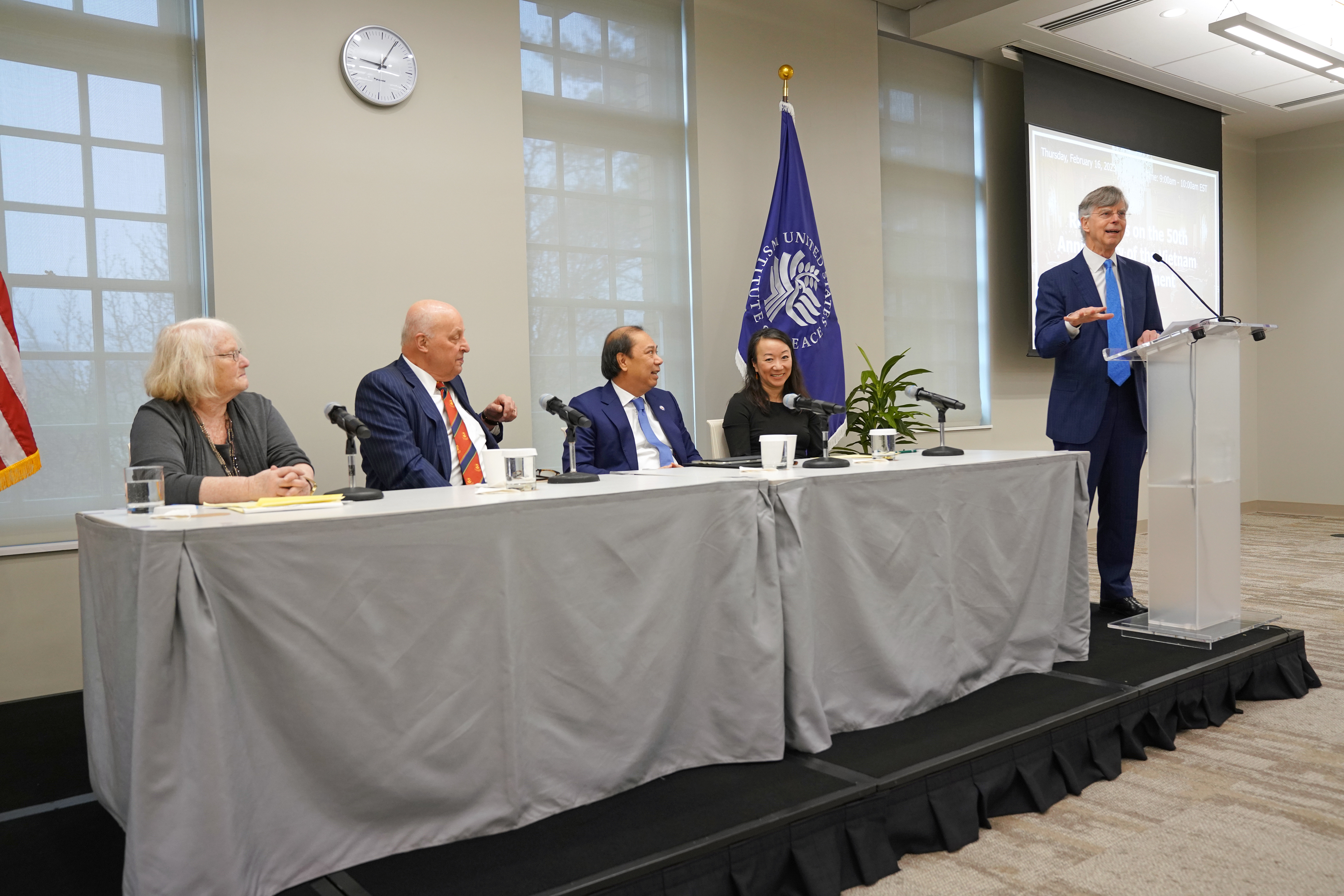
Thứ hai từ trái sang: các đại sứ John Negroponte, Nguyễn Quốc Dũng, Liên Hằng và William Taylor vào năm 2023.

Trong giai đoạn 2006–2016, Liên Hằng giảng dạy và giữ chức vụ phó giáo sư lịch sử tại Đại học Kentucky. Mùa thu năm 2016, bà được bổ nhiệm vào vị trí Phó Giáo sư Dorothy Borg về Lịch sử quan hệ Hoa Kỳ và Đông Á tại Khoa Lịch sử của Đại học Columbia. Cùng thời điểm, Liên Hằng được Cục Lưu trữ Quốc gia Hoa Kỳ chính thức công nhận và đánh giá cao đóng góp của bà vì đã giúp tư vấn và xác thực tính chính xác về mặt lịch sử cho triển lãm thường trực tại Thư viện và Bảo tàng Tổng thống Richard Nixon. Năm 2017, bà cùng với phó giáo sư John Phan của Khoa Văn hóa và Ngôn ngữ Đông Á quyết định thành lập ngành Việt Nam học, họ đảm nhiệm việc xây dựng chương trình và giảng dạy từ bậc đại học đến tiến sĩ. Dự án đã nhận được sự ủng hộ và đầu tư của Đại học Columbia vào đúng thời điểm mà nhiều trường đại học khác như Yale, Princeton và Harvard không tập trung vào chủ đề nghiên cứu Việt Nam nữa.
Bốn năm sau, nhân kỷ niệm nửa thế kỷ công bố Hồ sơ Lầu Năm Góc, Liên Hằng đã xuất bản một bài viết trên nhật báo The New York Times trong đó luận giải tài liệu đã giúp các nhà sử học Việt Nam hiểu về cuộc chiến và tác động của nó đối với việc định hình câu chuyện của chính phủ. Mặc dù quốc gia cộng sản này không công bố bất kỳ tài liệu nào tương ứng nhưng họ đã dựa rất nhiều vào các bản gốc. Cũng trong khoảng thời gian này, tại buổi họp chính thức giữa các quan chức Việt Nam và cộng đồng Việt kiều bên lề Đại Hội đồng Liên Hợp Quốc, Liên Hằng thay mặt Columbia nhận bộ sách Lịch sử Việt Nam từ Chủ tịch nước lúc bấy giờ là Nguyễn Xuân Phúc. Buổi gặp mặt này là một phần trong hoạt động hữu nghị của ông Phúc nhằm ghi nhận những đóng góp của cộng đồng người Mỹ gốc Việt, qua đó củng cố mối quan hệ giữa Việt Nam và Hoa Kỳ. Đến năm 2022, Liên Hằng được bầu vào Hội đồng Tín thác của Trường Đại học Fulbright Việt Nam, đồng thời ký một số thỏa thuận giáo dục để mở rộng hợp tác học thuật giữa Columbia và các tổ chức giáo dục bậc cao tại quốc gia này. Bên cạnh đó, bà cũng được mời làm cố vấn lịch sử, kiểm tra và đảm bảo tính xác thực của bộ phim The Greatest Beer Run Ever về chiến tranh Việt Nam.
Liên Hằng tiếp tục được bổ nhiệm giữ chức vụ Giám đốc Viện Nghiên cứu Đông Á Weatherhead (WEAI) của Đại học Columbia vào đầu năm 2023. Giữa tháng 2, nhân kỷ niệm 50 năm ngày ký kết Hiệp định Paris, Liên Hằng cùng với đại sứ John Negroponte, William Taylor và Đại sứ Việt Nam Nguyễn Quốc Dũng được mời đến Viện Hòa bình Hoa Kỳ để tọa đàm về ý nghĩa và tầm ảnh hưởng của sự kiện lịch sử đến quan hệ Việt Mỹ. Hai tháng sau, bà tiếp tục cùng với cựu phóng viên nhật báo The Washington Post Keith Richburg và cựu Đại sứ Hoa Kỳ Raymond Burghardt tham sự hội thảo về ảnh hưởng toàn cầu của chiến tranh Việt Nam sau nửa thế kỷ, cuộc đối thoại đã được phát sóng trực tuyến trên kênh truyền hình cáp C-SPAN. Song song với đó, đến tháng 9 cùng năm tại thành phố New York, Liên Hằng đã chủ trì phiên tọa đàm giữa đoàn đại biểu bao gồm các giáo sư, nhà nghiên cứu, chuyên gia kinh tế đến từ các trường đại học Yale, Harvard và Columbia với Thủ tướng Phạm Minh Chính, trong đó tập trung trao đổi về các khuyến nghị và định hướng phát triển kinh tế xã hội cho Việt Nam trong bối cảnh toàn cầu nhiều biến động.
Ngày 23 tháng 9 năm 2024, Liên Hằng điều phối một phiên đối thoại kéo dài khoảng 22 phút với Tổng Bí thư Tô Lâm trong khuôn khổ Diễn đàn Lãnh đạo Thế giới do Đại học Columbia tổ chức tại thành phố New York. Bà nhắc lại câu nói của cố Thủ tướng Võ Văn Kiệt rằng ngày 30 tháng 4 là một sự kiện khiến triệu người vui nhưng cũng có triệu người buồn, câu đầu tiên Liên Hằng hỏi là với vai trò của mình, ông Lâm sẽ làm thế nào để thúc đẩy sự hòa giải giữa những người Việt trong và ngoài nước. Nhà lãnh đạo đã ngừng lại vài giây, cầm trên tay một cuốn sổ ghi chép và tránh trả lời trực tiếp câu hỏi, ông chỉ đề cập đến những tiến triển trong quan hệ Việt Mỹ, ngoài ra cụm từ "kháng chiến chống Mỹ cứu nước" cũng không được sử dụng, thay vào đó ông truyền đạt bằng ngôn từ "cuộc chiến" hoặc "chiến tranh ở Việt Nam". Các chủ đề về dân chủ, tự do, nhân quyền không được đề cập trong buổi trò chuyện này. Đài Tiếng nói Hoa Kỳ đặt nghi vấn với Liên Hằng về việc liệu nội dung cuộc trao đổi có được sắp đặt từ trước không khi sinh viên của trường cho biết ông Lâm không được chất vấn những vấn đề khó như nhiều nguyên thủ quốc gia khác từng đến đây, trong khi đa số câu hỏi thì lại được đọc từ điện thoại. Bà khẳng định các yêu cầu giải đáp không được gửi đến văn phòng Tổng Bí thư, ngoài ra trong sự kiện ai đến trước thì người đó mới được truy vấn.

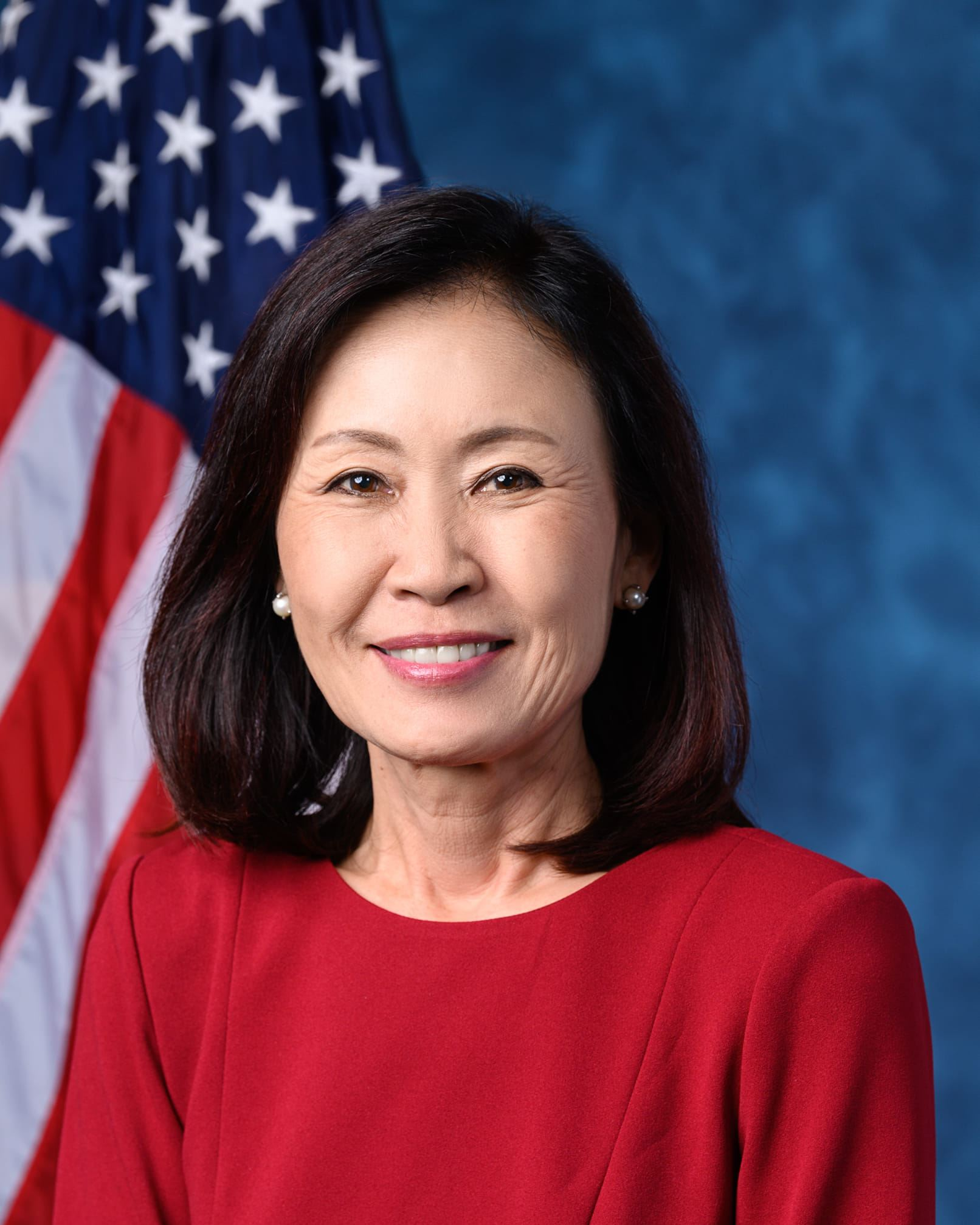
Dân biểu Michelle Steel đã phản đối việc Đại học Columbia cũng như Liên Hằng chào đón Tổng Bí thư Tô Lâm đến phát biểu.

Sự xuất hiện của Tô Lâm tại diễn đàn và buổi đàm luận này trước đó đã vấp phải nhiều phản đối. John Sifton – Giám đốc Vận động Ban Á Châu của tổ chức Human Rights Watch đề nghị Columbia nên hỏi Tô Lâm lý do tại sao "hàng trăm người bất đồng chính kiến vẫn còn ngồi sau song sắt". Trong lá thư gửi đến Quyền Chủ tịch Đại học khi đó là Katrina Armstrong, Dân biểu Michelle Steel của Đảng Cộng hòa tuyên bố rằng Columbia không thể tự nhận là kiến tạo nên một môi trường học đường tự do ngôn luận và biểu đạt trong khi vẫn chào đón "một trong những nhà lãnh đạo nổi bật nhất của chủ nghĩa độc tài", bà nhận định kể từ khi Tô Lâm giữ chức vụ Tổng Bí thư, Đảng Cộng sản Việt Nam đã tăng cường áp dụng theo mô hình đàn áp của Đảng Cộng sản Trung Quốc và kêu gọi trường hủy bỏ sự kiện. Một phát ngôn viên của Columbia phân định rõ lời mời phát biểu "không phải là sự xác nhận hay tán thành quan điểm của bất kỳ diễn giả nào", trường đang hướng đến mục tiêu là hỗ trợ sứ mệnh dựa trên "cam kết cơ bản về quyền tự do ngôn luận". Theo đài BBC, đây có thể là lần đầu tiên một người đứng đầu Đảng Cộng sản công khai đối thoại trực tiếp với một nhân vật tị nạn chiến tranh, trong khi kênh tin tức Al Jazeera đến từ Qatar thì nhận định cuộc gặp gỡ này phản ánh tinh thần đoàn kết và hòa giải đang hình thành trong cộng đồng người Việt, vốn từ lâu đã bị chia rẽ bởi những thương tổn thời chiến và khác biệt chính trị. Trả lời Thông tấn xã Việt Nam tại Liên Hợp Quốc trước đó vài ngày, Liên Hằng cho biết chuyến đi của Tô Lâm đến tham dự Hội nghị Thượng đỉnh Tương lai, Đại Hội đồng Liên Hợp Quốc Khóa 79 đã thể hiện hình ảnh một Việt Nam tích cực, năng động và phát triển. Bà cũng bày tỏ sự vui mừng khi ông có kế hoạch đến thăm Đại học Columbia.
Tháng 11 năm 2024, Liên Hằng được tạp chí Forbes Việt Nam vinh danh và trao kỷ niệm chương tại Hội nghị Phụ nữ ở Thành phố Hồ Chí Minh trên cương vị là nhà lãnh đạo giáo dục và học thuật, bà cũng là diễn giả mở màn sự kiện này. Đến ngày 7 tháng 1 năm 2025, Liên Hằng cùng với tỷ phú Nicolas Berggruen được Tổng Bí thư Tô Lâm tiếp tại Trụ sở Trung ương Đảng, và Thủ tướng Phạm Minh Chính chào đón tại Trụ sở Chính phủ nhằm trao đổi các vấn đề về hợp tác giáo dục, nghiên cứu phát triển nguồn nhân lực giữa Việt Nam và Hoa Kỳ. Cả hai nhà lãnh đạo đã đánh giá cao Liên Hằng về sự ủng hộ nâng tầm mối quan hệ song phương cũng như những đóng góp của bà trong vai trò tổ chức, tham gia các buổi đối thoại chính sách với quan chức cấp cao Việt Nam. Bên cạnh đó, Liên Hằng cũng là tổng biên tập của ấn phẩm sử học gồm ba phần The Cambridge History of the Vietnam War do Nhà xuất bản Đại học Cambridge phát hành trước thềm kỷ niệm 50 năm ngày kết thúc Chiến tranh Đông Dương lần thứ hai. Bộ sách đã được Hiệp hội Nhà xuất bản Mỹ (AAP) trao giải PROSE ở hạng mục Sách hay nhất về lịch sử thế giới và Tác phẩm tham khảo đa tập xuất sắc nhất.
— Liên Hằng viết cho tạp chí Time về việc vạch trần một huyền thoại trong lịch sử Hoa Kỳ.
Dự án tiếp theo của Liên Hằng bao gồm việc xuất bản một lịch sử toàn diện về cuộc Tổng tấn công Tết Mậu Thân và tác giả cho biết đã tiếp cận được kho tư liệu gia đình của Đại tướng Nguyễn Chí Thanh. Trước đó vào năm 2016, bà nhận được khoảng tài trợ Public Scholar do Quỹ Quốc gia về Khoa học Nhân văn (NEH) cấp để phục vụ cho công việc viết sách. Liên Hằng đã có nhiều cuộc trao đổi và thuyết trình về chủ đề này, một số sự kiện được tổ chức tại Viện Công nghệ Massachusetts, Đại học Washington tại St. Louis, Thư viện William T. Young tại Đại học Kentucky, Bảo tàng Lịch sử New York và Trường Đại học Khoa học Xã hội và Nhân văn, Đại học Quốc gia Hà Nội.

## Quan điểm
Thảo luận về cuộc bầu cử tổng thống hoa kỳ 2020, Liên Hằng cho rằng "không có phiếu bầu chung của người Mỹ gốc Việt" vì động cơ cử tri phụ thuộc vào nhiều yếu tố, trong đó có tuổi tác, tình trạng kinh tế xã hội, trình độ học vấn và giới tính. Trường hợp nếu không xem xét các cuộc thăm dò ý kiến và dữ liệu điều tra dân số thì bà dự đoán thế hệ trẻ của nhóm cư dân gốc Á này có xu hướng nghiêng về phía cánh tả hơn so với cha mẹ và ông bà họ.

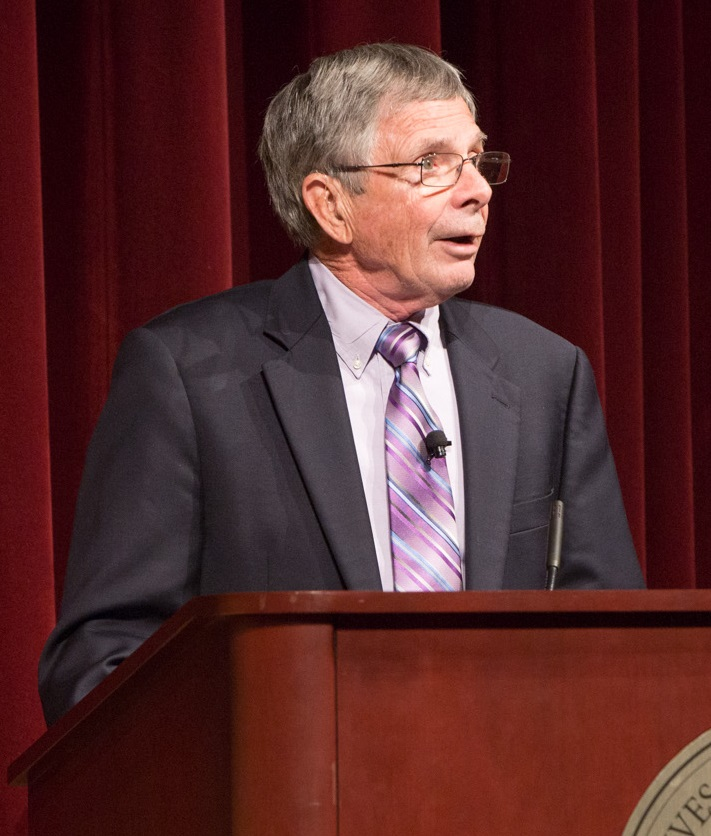
George C. Herring là sử gia đã truyền cảm hứng cho Liên Hằng trong sự nghiệp.

Khi hay tin nhà sử học George C. Herring qua đời vào năm 2022, Liên Hằng cho biết việc đang ở Việt Nam tại thời điểm đó đã phần nào an ủi bà khi phải đối mặt với cái chết của một người bạn thân. Liên Hằng đã có cơ hội làm việc cùng Herring xuyên suốt một thập kỷ với tư cách là người kế nhiệm vị trí sử học ngoại giao Mỹ của ông tại Đại học Kentucky. Herring được miêu tả là một học giả xuất sắc nhưng rất khiêm nhường, rộng lượng và hài hước. Di sản America's Longest War: The United States and Vietnam, 1950–1975 của ông là nguồn cảm hứng cho Liên Hằng trong sự nghiệp, bà nhận định đây là một "công trình nghiên cứu vô song" và "vô cùng kinh ngạc" khi một học giả có thể viết nên lịch sử về chiến tranh Việt Nam chỉ bốn năm sau khi sự kiện này kết thúc.
Viết cho cơ quan truyền thông chính trị Hoa Kỳ Politico, Liên Hằng nhận xét Henry Kissinger đã đi ngược lại mục tiêu của Tổng thống Richard Nixon là đạt được "hòa bình trong danh dự" để chấm dứt sự can thiệp quân sự của Hoa Kỳ tại Việt Nam. Cũng chính vì theo đuổi thế giới quan "chính trị đại cường" – trong đó các cường quốc quyết định vận mệnh thế giới – mà Kissinger đã gạt bỏ vai trò của cả chính phủ miền Bắc và Nam Việt Nam ra ngoài lề trong các cuộc đàm phán hòa bình. Hậu quả là một Hiệp định Paris thất bại trong khi cuộc chiến thì lại kéo dài thêm hai năm, gây tổn thất lớn về sinh mạng người Việt và làm hoen ố uy tín nước Mỹ.
Vào tháng 3 năm 2025, Liên Hằng là một trong 53 giáo sư, tiến sĩ của Khoa Lịch sử Đại học Columbia ký tên vào bức thư ngỏ gửi đến Quyền Chủ tịch Katrina Armstrong và Hội đồng Quản lý kêu gọi phản đối các nỗ lực dưới thời chính quyền Donald Trump nhằm tác động đến chính sách của trường đại học. Nội dung thư đã so sánh hành động của Nhà Trắng với những nỗ lực đến từ "chế độ độc tài" nhằm tìm cách kiểm soát các tổ chức học thuật độc lập. Columbia ban đầu nằm trong số các cơ sở giáo dục trực thuộc Liên đoàn Ivy bị nhà nước cộng hòa này tấn công với lý do bài Do Thái và có thành kiến cánh tả, phân biệt đối xử với những người bảo thủ, một cáo buộc đã bị 150 hiệu trưởng trường đại học và cao đẳng trên khắp nước Mỹ đồng loạt lên án vì "sự lấn át quyền lực và can thiệp chính trị chưa từng có của chính phủ" vào nền giáo dục.

## Thành tựu

### Văn học
| Tổ chức                                              | Năm  | Hạng mục                                            | Tác phẩm                                                              | Kết quả   | Ct.             |
| ---------------------------------------------------- | ---- | --------------------------------------------------- | --------------------------------------------------------------------- | --------- | --------------- |
| Association of American Publishers                   | 2025 | PROSE Awards for Multi Volume                       | The Cambridge History of the Vietnam War                              | Đoạt giải | [ 85 ] [ 107 ]  |
| Association of American Publishers                   | 2025 | PROSE Awards for World History                      | The Cambridge History of the Vietnam War                              | Đoạt giải | [ 85 ] [ 107 ]  |
| Berkshire Conference of Women Historians             | 2013 | Berkshire Conference of Women Historians Book Prize | Hanoi's War: An International History of the War for Peace in Vietnam | Chung kết | [ 108 ] [ 109 ] |
| Society for Historians of American Foreign Relations | 2014 | Stuart L. Bernath Lecture Prize                     | Hanoi's War: An International History of the War for Peace in Vietnam | Đoạt giải | [ 111 ] [ 112 ] |
| Society for Military History                         | 2012 | Edward M. Coffman First Manuscript Prize            | Hanoi's War: An International History of the War for Peace in Vietnam | Đoạt giải | [ 31 ] [ 113 ]  |
| University of Kentucky Department of History         | 2012 | Alice S. Hallam Prize                               | Hanoi's War: An International History of the War for Peace in Vietnam | Đoạt giải | [ 31 ] [ 114 ]  |

### Học bổng và tài trợ
| Tổ chức                                                                 | Năm     | Chương trình                                                          | Ct.                   |
| ----------------------------------------------------------------------- | ------- | --------------------------------------------------------------------- | --------------------- |
| Freeman Spogli Institute for International Studies, Stanford University | 2004–05 | Center for International Security and Cooperation Pre-doctoral Fellow | [ 11 ] [ 33 ] [ 115 ] |
| International Security Studies, Yale University                         | 2008–09 | John M. Olin Postdoctoral Fellow for Military History and Strategy    | [ 11 ] [ 33 ] [ 115 ] |
| International Security Studies, Yale University                         | 2009–10 | Henry Chauncey Jr. ’57 Postdoctoral Fellow in Grand Strategy          | [ 11 ] [ 33 ] [ 115 ] |
| National Endowment for the Humanities                                   | 2016    | Public Scholar Grant                                                  | [ 89 ]                |
| National History Center, American Historical Association                | 2009    | International Seminar on Decolonization Fellow                        | [ 11 ] [ 33 ] [ 115 ] |
| Weatherhead Center for International Affairs, Harvard University        | 2005–06 | John M. Olin Institute for Strategic Studies Pre-doctoral Fellow      | [ 11 ] [ 33 ] [ 115 ] |

## Truyền thông
| Tập                                                                              | Năm  | Chương trình                         | Kênh              | Ct.     |
| -------------------------------------------------------------------------------- | ---- | ------------------------------------ | ----------------- | ------- |
| Rethinking Strategy in Vietnam After Tet – Episode 1                             | 2019 | A Better Peace: The War Room Podcast | War Room          | [ 117 ] |
| Rethinking Strategy in Vietnam After Tet – Episode 2                             | 2019 | A Better Peace: The War Room Podcast | War Room          | [ 118 ] |
| John McAfee (pictured), Trần Thiện Khiêm, Karla Burns, Horace 'Lyle' Hutley      | 2021 | BBC Radio 4                          | BBC               | [ 119 ] |
| Movie tells true story of man delivering beer to friends fighting in Vietnam War | 2022 | PBS News Hour                        | PBS               | [ 120 ] |
| Lien-Hang T. Nguyen - Mùa 4, Tập 4                                               | 2023 | History with David Rubenstein        | PBS               | [ 121 ] |
| Why the US' historic deal with Vietnam matters                                   | 2023 | Newshour                             | BBC World Service | [ 122 ] |

## Danh mục

### Bài giảng
- Nguyen, Lien-Hang (2014). Spies, Allies & Murder? The Ominous Origins of the 1968 Tet Offensive in Hanoi's Postcolonial War (Diễn văn) (bằng tiếng Anh). Washington, D.C.: Library of Congress. LCCN 2021689473. S2CID 142383786. hdl:1811/61486 hdl:loc.gdc/gdcwebcasts.140716klu1600.

### Luận văn
- Nguyen, Lien-Hang T. (2008). "Between the Storms": North Vietnam's Strategy During the Second Indochina War (1955--1973) (Luận văn Tiến sĩ) (bằng tiếng Anh). Yale University. OCLC 272271954. S2CID 127908933. ProQuest 304396924.

### Sách
- Nguyen, Lien-Hang T. (2006). "The Sino-Vietnamese split and the Indochina War, 1968–1975". The Third Indochina War: Conflict between China, Vietnam and Cambodia, 1972-79. Bởi Nguyễn Thị Liên Hằng. Westad, Odd Arne; Quinn-Judge, Sophie (biên tập).  (bằng tiếng Anh). New York: Routledge. tr. 12–32. doi:10.4324/9780203968574. ISBN 978-0-415-39058-3. LCCN 2005034237. OCLC 1047908126. S2CID 165937107.
- Nguyen, Lien-Hang T. (2007). "Vietnamese Historians and the First Indochina War". The First Vietnam War: Colonial Conflict and Cold War Crisis. Bởi Nguyễn Thị Liên Hằng. Logevall, Fredrik [bằng tiếng Anh]; Lawrence, Mark Atwood (biên tập).  (bằng tiếng Anh). Cambridge, Massachusetts: Harvard University Press. tr. 41–55. ISBN 978-0-674-02392-5. JSTOR j.ctv1pncp98.8. LCCN 2006046497. OCLC 1404244634. S2CID 160256502.
- Nguyen, Lien-Hang T. (2008). "Cold War Contradictions: Toward an International History of the Second Indochina War, 1969–1973". Making Sense Of The Vietnam Wars: Local, National, and Transnational Perspectives. Bởi Nguyễn Thị Liên Hằng. Bradley, Mark Philip; Young, Marilyn B (biên tập).  (bằng tiếng Anh). Oxford: Oxford University Press. tr. 219–250. doi:10.1093/oso/9780195315134.003.0010. ISBN 978-0-19-531513-4. LCCN 2007029903. OCLC 1166913111.
- Nguyen, Lien-Hang T. (2008). "Waging War on All Fronts: Nixon, Kissinger, and the Vietnam War, 1969–1972". Nixon in the World: American Foreign Relations, 1969–1977. Bởi Nguyễn Thị Liên Hằng. Preston, Andrew; Logevall, Fredrik (biên tập).  (bằng tiếng Anh). Oxford: Oxford University Press. tr. 185–203. doi:10.1093/oso/9780195315356.003.0010. ISBN 978-0-19-531535-6. LCCN 2007048019. OCLC 183179452. S2CID 158934763.
- Nguyen, Lien-Hang T. (2011). "1968: Negotiating While Fighting or Just Fighting?". Vietnam, 1968–1976: La Sortie De Guerre/Vietnam, 1968–1976: Exiting a War. Bởi Nguyễn Thị Liên Hằng. Journoud, Pierre; Menétrey-Monchau, Cécile (biên tập).  (bằng tiếng Anh và Pháp). Brussels: Peter Lang. tr. 39–98. doi:10.4000/histoirepolitique.13359. ISBN 978-90-5201-744-0. LCCN 2011018699. OCLC 725297003. S2CID 262167362. DNB-IDN 1020464666.
- Nguyen, Lien-Hang T. (2011) [Bản gốc 2010]. "The Vietnam Decade: The Global Shock of the War". The Shock of the Global: The 1970s in Perspective. Bởi Nguyễn Thị Liên Hằng. Ferguson, Niall; Maier, Charles S.; Manela, Erez; Sargent, Daniel J. (biên tập).  (bằng tiếng Anh). Cambridge, Massachusetts: Harvard University Press. tr. 159–172. ISBN 978-0-674-06186-6. JSTOR j.ctvrs8zfp.13. LCCN 2009035935. OCLC 1048891296. S2CID 211664475.
- Nguyen, Lien-Hang T. (2012). Hanoi's War: An International History of the War for Peace in Vietnam (bằng tiếng Anh). New York: University of North Carolina Press. ISBN 978-0-8078-3551-7. JSTOR 10.5149/9780807882696_nguyen. LCCN 2011051976. OCLC 1023478592. S2CID 127260781. Project MUSE book 44136.
- Nguyen, Lien-Hang T.; Miller, Edward, biên tập (2024). The Cambridge History of the Vietnam War: Volume 1, Origins (bằng tiếng Anh). Quyển 1. Cambridge: Cambridge University Press. doi:10.1017/9781316225240. ISBN 978-1-107-10508-9. LCCN 2023054716. OCLC 1410456916.
- Nguyen, Lien-Hang T.; Preston, Andrew [bằng tiếng Anh], biên tập (2024). The Cambridge History of the Vietnam War: Volume 2, Escalation and Stalemate (bằng tiếng Anh). Quyển 2. Cambridge: Cambridge University Press. doi:10.1017/9781316225264. ISBN 978-1-107-10510-2. LCCN 2023054716. OCLC 1410456916.
- Nguyen, Lien-Hang T.; Asselin, Pierre, biên tập (2024). The Cambridge History of the Vietnam War: Volume 3, Endings and Aftermaths (bằng tiếng Anh). Quyển 3. Cambridge: Cambridge University Press. doi:10.1017/9781316225288. ISBN 978-1-107-10512-6. LCCN 2023054716. OCLC 1410456916.

### Bài báo
- Nguyen, Lien-Hang (ngày 11 tháng 8 năm 2012). "Opinion | Exploding the Myths About Vietnam". The New York Times (bằng tiếng Anh). ISSN 0362-4331. Bản gốc lưu trữ ngày 27 tháng 4 năm 2025. Truy cập ngày 27 tháng 4 năm 2025.
- Nguyen, Lien-Hang (ngày 16 tháng 10 năm 2013). "General Giap was Hardly the Mastermind of the Vietnam War". History News Network (bằng tiếng Anh). University of Richmond. Bản gốc lưu trữ ngày 1 tháng 5 năm 2025. Truy cập ngày 1 tháng 5 năm 2025.
- Nguyen, Lien-Hang T. (ngày 29 tháng 4 năm 2015). "The Opinion Pages, Lessons, 40 Years After the Fall of Saigon | Superpowers' Partners Can Lead and Follow". The New York Times (bằng tiếng Anh). ISSN 0362-4331. Bản gốc lưu trữ ngày 1 tháng 5 năm 2025. Truy cập ngày 1 tháng 5 năm 2025.
- Nguyen, Lien-Hang (ngày 14 tháng 2 năm 2017). "Opinion | Who Called the Shots in Hanoi?". The New York Times (bằng tiếng Anh). ISSN 0362-4331. Bản gốc lưu trữ ngày 27 tháng 4 năm 2025. Truy cập ngày 27 tháng 4 năm 2025.
- Nguyen, Lien-Hang T. (ngày 13 tháng 7 năm 2017). "War for Peace in Vietnam". HistoryNet (bằng tiếng Anh). Bản gốc lưu trữ ngày 21 tháng 5 năm 2025. Truy cập ngày 21 tháng 5 năm 2025.
- Nguyen, Lien-Hang (ngày 25 tháng 8 năm 2017). "Opinion | North Vietnam Had an Antiwar Movement, Too". The New York Times (bằng tiếng Anh). ISSN 0362-4331. Bản gốc lưu trữ ngày 22 tháng 8 năm 2024. Truy cập ngày 27 tháng 4 năm 2025.
- Nguyen, Lien-Hang (ngày 9 tháng 6 năm 2021). "The Pentagon Papers: In Vietnam, the Pentagon Papers Are History Written by the Defeated". The New York Times (bằng tiếng Anh). ISSN 0362-4331. Bản gốc lưu trữ ngày 27 tháng 4 năm 2025. Truy cập ngày 27 tháng 4 năm 2025.

### Tham luận
- Nguyen, Thi Lien Hang (1995). "The double diaspora of Vietnam's catholics". Orbis (bằng tiếng Anh). 39 (4). Elsevier: 491–501. doi:10.1016/0030-4387(95)90004-7. ISSN 1873-5282. OCLC 208205110. S2CID 154798215. Gale A17473106.
- Nguyen, Lien-Hang T. (2006). "The War Politburo: North Vietnam's Diplomatic and Political Road to the Têt Offensive". Journal of Vietnamese Studies (bằng tiếng Anh). 1 (1–2). University of California Press: 4–58. doi:10.1525/vs.2006.1.1-2.4. ISSN 1559-3738. JSTOR 10.1525/vs.2006.1.1-2.4. OCLC 6015205766. S2CID 145224568.
- Nguyen, Lien-Hang T. (2010). "Never-Ending War". Diplomatic History (Review) (bằng tiếng Anh). 34 (3). Oxford University Press: 611–614. doi:10.1111/j.1467-7709.2010.00875.x. ISSN 1467-7709. JSTOR 24915907. OCLC 5153172959. S2CID 154606317.
- Nguyen, Lien-Hang T. (tháng 6 năm 2015). "Revolutionary Circuits: Toward Internationalizing America in the World". Diplomatic History (bằng tiếng Anh). 39 (3). Oxford University Press: 411–422. doi:10.1093/dh/dhv026. ISSN 1467-7709. JSTOR 26376672. OCLC 5989397274. S2CID 153974890.
- Farmer, Ashley D.; Heefner, Gretchen; Herman, Rebecca; Nguyen, Lien-Hang T.; Weld, Kirsten (2019). "How Gender Affects the Experience of Archival Research and Field Work". Modern American History (Q&A) (bằng tiếng Anh). 2 (2). Cambridge University Press: 193–200. doi:10.1017/mah.2019.15. ISSN 2515-0456. OCLC 8176950726. S2CID 199171271.